# Le ricette di Sonia
Le ricette di Sonia è stato un programma televisivo italiano di cucina, andato in onda dal 23 maggio al 3 giugno 2016 dal lunedì al venerdì alle 10.50 su Rete 4, per un totale di dieci puntate, condotto da Sonia Peronaci.

## Il programma
In questo programma la cuoca proponeva ai telespettatori una serie di ricette culturali d'Italia. In ogni puntata Sonia preparava due ricette, approfondendo due aree geografiche dell'Italia.